# Staurakios (eunuque)
Pour l’article homonyme, voir Staurakios.
Staurakios (grec: Σταυράκιος) (mort le 3 juin 800), était un eunuque byzantin et l'un des principaux ministres de l'impératrice Irène l'Athénienne. 

## Biographie

### Premier ministre sous la régence d'Irène
Staurakios apparaît en 781 quand Irène, qui assure la régence de son fils Constantin VI, le nomme logothète du Drome, l’équivalent du ministre des affaires étrangères. Il détient déjà le titre de patrice et cette nomination en fait, selon Théophane le Confesseur, l’homme le plus important de son temps, s’occupant de tout durant le règne d’Irène,. Cette dernière s’appuie sur des eunuques qu’elle promeut à des postes importants, au détriment des généraux de son défunt mari Léon IV le Khazar et de son beau-père Constantin V, dont elle se méfie. Fervente partisane des images, elle ne peut mettre sa confiance dans ces officiers qui défendent le virage iconoclaste pris par la dynastie isaurienne,. 
Cette confiance de l’impératrice envers les eunuques engendre de profonds ressentiments au sein de l’armée. C’est peut-être la cause de la défection de Tatzatès, le stratège du thème des Bucellaires, qui rejoint les Arabes en 782. Cet événement est un coup dur pour les Byzantins alors sur le point d’encercler l’armée d’invasion dirigée par Haroun al-Rachid. Ce dernier en profite pour ouvrir des négociations avec les Byzantins. Staurakios en personne se porte à la tête de l’ambassade mais tombe dans un piège et est fait prisonnier. Finalement, Irène obtient sa libération au prix d’une trêve de trois ans comprenant le paiement d’un tribut annuel de 70 000 voire 90 000 dinars en or, une somme considérable, ainsi que la fourniture de 10 000 tissus de soie,.
L’année suivante, Staurakios conduit une expédition contre les Sklavinies (principautés slaves) de Grèce. L’armée byzantine suit la côte thrace avant de pénétrer en Macédoine puis de descendre vers la Thessalie, la Grèce centrale et le Péloponnèse. Cette marche permet de restaurer l’autorité impériale dans des régions durement frappées par la progression slave et de renflouer le trésor par la constitution de butins et de tributs. En récompense, Irène autorise Staurakios à organiser un triomphe dans les rues de la capitale en janvier 784,. 
Irène entend bien capitaliser sur ce succès, qui lui permet de reprendre le contrôle de la Thrace jusqu’à Philippopolis. Elle décide de restaurer la vénération des icônes par la convocation d’un concile. Celui-ci est perturbé par l’opposition de troupes restées fidèles à Constantin V et à l’iconoclasme. Pour les neutraliser, Irène les envoie à Malagina, en Bithynie, prétendument pour préparer une campagne contre les Arabes. En réalité, leur unité est démantelée une fois arrivée et Staurakios déploie des troupes loyales à Irène à Constantinople, permettant la tenue du concile à Nicée. L’iconoclasme y est déclaré comme hérétique et le culte des images est restauré.

### Conflit avec Constantin VI
En 788, Staurakios fait partie du jury lors du concours de beauté organisé pour sélectionner l’épouse de Constantin VI, le fils d’Irène. Cette pratique est courante dans l’Empire byzantin et c’est de cette façon qu’Irène est devenue impératrice. Staurakios et Irène choisissent Marie d’Amnie, ce qui met fin au projet de mariage entre Constantin et Rotrude, la fille de Charlemagne. Le fils d’Irène en tire une certaine amertume et ressent mal la prépondérance de Staurakios dans les affaires de l’Empire. Avec quelques fidèles, il prévoit de s’emparer de l’eunuque pour l’exiler en Sicile, de manière à gouverner conjointement avec sa mère. Néanmoins, Staurakios est informé du danger et convainc Irène de châtier les conspirateurs, tandis que Constantin est placé sous surveillance. Irène demande ensuite un serment de loyauté à l’armée, dans lequel son nom figure avant celui de son fils, de façon à garantir sa prééminence. Or, les soldats du thème des Arméniaques refusent et se mutinent, suivis bientôt par le reste des troupes anatoliennes qui se réunissent en Bithynie pour exiger la libération de Constantin. En décembre 790, Irène cède et Constantin prend le pouvoir. Sa première décision est de faire tonsurer et fouetter Staurakios avant de l’exiler en Asie Mineure, ainsi que les autres eunuques de la cour,,.
Le 15 janvier 792, Irène, jusque-là cantonnée au port d'Eleuthère, est rappelée à la cour pour des raisons mal expliquées. Elle codirige à nouveau l'Empire et semble avoir rappelé Staurakios de son exil, qui reprend son rôle prépondérant dans la conduite des affaires impériales. De nouveau, le thème des Arméniaques se soulève mais son commandant, Alexis Mousélé, est alors à Constantinople et est rapidement emprisonné et aveuglé sur les ordres d'Irène et de Staurakios, rancuniers de son rôle dans leur mise à l'écart deux ans plus tôt.

### Conflit avec Aetios lors du règne d'Irène
Une fois Constantin VI mis de côté, Irène peut régner seule. Staurakios n'en profite pas réellement car sa position est de plus en plus remise en cause par Aétios, un autre eunuque fidèle à l'impératrice. Les deux hommes se livrent à une concurrence féroce au sommet de l'Etat, en essayant d'y positionner leurs proches. Au fur et à mesure qu'Irène vieillit, il devient primordial pour eux de s'assurer le contrôle de l'administration en vue de la succession,.
Quand Irène devient gravement malade en mai 799, Aétios, appuyé par le domestique des Scholes Nicétas Triphyllios accuse Staurakios de vouloir renverser Irène. Informée, cette dernière réunit un conseil au Palais de Hiéria où Staurakios est blâmé mais néanmoins pardonné. Il tente de riposter en achetant des officiers des tagmata, les régiments impériaux, sans parvenir à y gagner un soutien suffisant. L'accès au trône est légalement inenvisageable pour un eunuque mais il semble que Staurakios l'a quand même convoité,,. De nouveau, c'est Aétios qui le dénonce en février 800. Irène ordonne alors aux officiers de n'avoir aucun contact avec lui. Peu auprès, Staurakios tombe gravement malade, ce qui ne l'empêche pas de poursuivre ses ambitions. Les médecins autant que des moines et des devins lui auraient fait croire qu'il arriverait tôt ou tard sur le trône. Il provoque une révolte en Cappadoce contre Aétios qui s'est alors assuré du soutien du thème des Anatoliques. Néanmoins, ce nouveau projet meurt en même temps que Staurakios, le 3 juin 800,,,.

## Source
- Jean-Louis Rieusset Irène de Byzance, la seule femme Empereur romain Académie des Sciences et Lettres de Montpellier, 2004
- Béatrice Caseau-Chevallier Byzance: économie et société du milieu du VIIIe siècle à 1204 Sedes, 2007  (ISBN 2718194804 et 9782718194806)
- (en) Lynda Garland, Byzantine Empresses : Women and Power in Byzantium, AD 527–1204, Routledge, 1999, 343 p. (ISBN 978-0-415-14688-3, lire en ligne)
- (en) Walter Emil Kaegi, Byzantine Military Unrest, 471–843 : An Interpretation, Amsterdam, Adolf M. Hakkert, 1981, 373 p. (ISBN 90-256-0902-3)
- (en) Alexander P. Kazdhan, The Oxford Dictionary of Byzantium, Oxford University Press, 1991, 728 p. (ISBN 978-0-19-504652-6)